# Claudia (Almacén 13)
Claudia es el quinto episodio de la primera temporada de la serie Almacén 13. Emitido por primera vez el 28 de julio de 2009. Fue escrito por Drew Z. Greenberg, y dirigido por Stephen Surjik.

## Referencia al título
Claudia hace referencia a Claudia Donovan, la antagonista de este episodio, aunque luego pasará a formar parte del equipo del Almacén.

## Sinopsis[1]
Artie se queda dormido en su escritorio y se despierta con el click de unas esposas al cerrarse alrededor de sus muñecas. Su captora es la veinteañera Claudia Donovan, la hermana de un antiguo alumno de Artie que murió doce años atrás cuando un experimento salió mal. Claudia culpa a Artie de la muerte de su hermano Joshua y ha venido a por Artie para que cumpla una promesa que le hizo tiempo atrás
Pete, Myka y la Sra. Frederic usan un Espectrómetro Duracional (ver: Anexo:Artefactos del Almacén) para buscar pistas de lo que le ha pasado a Artie. El objeto revela imágenes de él esposado con Claudia. Pete, leyendo los labios de Artie, descubre que la chica se llama "Claudia Donovan". Mientras tanto, en un laboratorio subterráneo de la Universidad de Minnesota, Claudia le explica a Artie que su hermano no murió - él se quedó atrapado durante el teletransporte y la ha estado visitando, y ella quiere que Artie le ayude a traerlo de vuelta. Artie se da cuenta de que Claudia está cada vez más débil y pálida y de que el aire de la habitación está cada vez más electrificado, causando el caos a su alrededor. Culmina con una entidad flotando ante Artie - es Joshua.
En el apartamento de Claudia, Pete y Myka se dan cuenta de que hay mucha información sobre Rheticus, un matemático y cartógrafo del siglo XVI que tenía un gran interés por la teletransportación. En medio de su investigación, el dúo recibe una inexplicable llamada de Arte, que asegura que está a salvo, pero su entusiasmo se desvanece cuando, a continuación, les pide que no le busquen.
La Sra. Frederic supone correctamente que si Artie está con Claudia, debe de estar intentando recrear el experimento de Joshua, así que necesitan averiguar lo que salió mal. Pete y Myka intentan encontrar compartimentos secretos en todos los objetos de Rheticus, y se dan cuenta de que Joshua probablemente no vio los reglas ocultas en el compartimento secreto de la brújula de Rheticus. En el laboratorio, Artie trabaja frenéticamente para salvar a Claudia y a su hermano, pero cuando Joshua aparece de nuevo, le dice a Artie que sólo podrá salvar a uno de los dos, dejándole con una elección imposible.
Pete y Myka llegan justo a tiempo y le explican que necesitan la última regla de la brújula. Artie apresuradamente reajusta los artefactos y hay una explosión de luz. Pete y Myka se quedan solos en la habitación - Artie, Claudia y Joshua se han ido.
Cuando los tres se encuentran en un espacio interdimensional, Artie le explica a Joshua que había una regla más oculta en la brújula. Cuando la encuentran, Claudia les da la  la combinación correcta y la luz aparece de nuevo. Los tres ponen una mano sobre la brújula y un escudo electramagnético los envuelve, llevándolos de vuelta al presente.
Todo está bien y tranquilo en el Almacén...por ahora. Claudia, al haber hecho una brecha en la seguridad del Almacén, ahora sabe mucho acerca del Almacén y que, a pesar de la afirmación de Artie de que sucederálo contrario, podría ser problemático.